# إدارة السجلات العسكرية (مصر)
إدارة السجلات العسكرية للقوات المسلحة هي إحدى إدارات هيئة التنظيم والإدارة بالقوات المسلحة المصرية، والمسئولة عن شئون الأفراد المجندين والمتطوعين بالفوات المسلحة من غير الضباط.

## التاريخ والمهام
أنشئت الإدارة عام 1895 تحت مسمى «دفترخان الحربية» بديوان عام نظارة الحربية، وفي 1940 جرى تعديل اسمها إلى السجلات العسكرية ومقرها منطقة العباسية وفي عام 1961 تم تعديل اسمها مرة أخرى ليكون إدارة السجلات العسكرية وانتقلت في عام 1971 إلى مقرها الحالي بحي الزهور بمدينة نصر.
تقدم الإدارة خدماتها للعسكريين إما عن طريق مركزها الرئيسي أو فروعها بإجمالي 27 مكتب على مستوى الجمهورية أو موقعها الإلكتروني ومنها:
- إصدار البطاقات الشخصية العسكرية
- إصدار البطاقات العلاجية
- شهادة إثبات التجنيد
- شهادات إنهاء الخدمة العسكرية
- أوراق التخلف عن الالتحاق بالتجنيد بعد تجاوز سن 36 عاما
- شهادات الوفاة والمعاشات
- شهادة التجنيد تجدد بعد 3 سنوات خلال فترة الاحتياط، إلى أن يحصل على الشهادة النهائية بعد انتهاء مدة الاحتياط.
- إثبات استشهاد لأسر شهداء العمليات العسكرية
- بطاقة علاجية لوالد ووالدة الشهيد وزوجته وأولاده لتلقي الرعاية الصحية الكاملة في جميع التخصصات بمستشفيات القوات المسلحة
- التنسيق لإطلاق اسم الشهيد على أحد الميادين أو المدارس في محافظته.[1][2]

## مديري الإدارة
- لواء أركان حرب/ عبدالحميد احمد ابوطالب
- لواء أركان حرب / يسري فاروق حسنين.[2]
- لواء أركان حرب / حسام زنتوت (مارس 2014 - ).[3]
- لواء أركان حرب / خيرت بركات ( - مارس 2014).[4][5]
- لواء أركان حرب / إسماعيل عتمان.[6]
- لواء أركان حرب / عبد السميع محمد.[7]
- لواء أركان حرب / وداد عجينة.[8]